# Isla Pea Patch
La isla Pea Patch (en inglés: Pea Patch Island) es una isla pequeña, de aproximadamente 1 milla (1,6 kilómetros) de largo, en el estado de Delaware, situada en el medio del canal del río Delaware cerca de su entrada en la bahía de Delaware. Es una isla baja y pantanosa, situada en el condado de New Castle, en la ciudad de Delaware. Fue una vez una ubicación estratégica de la defensa militar, siendo actualmente propiedad del estado de Delaware como el Parque estatal Fuerte Delaware (Fort Delaware State Park).
La isla surgió como un banco de lodo en el río en el siglo XVIII. Según la leyenda, la isla recibió su nombre después de un barco lleno de guisantes encalló en él, derramando su contenido y conduciendo a un crecimiento de la planta en la isla.